# Cantonul Penne-d'Agenais
Cantonul Penne-d'Agenais este un canton din arondismentul Villeneuve-sur-Lot, departamentul Lot-et-Garonne, regiunea Aquitania, Franța.

## Comune
- Auradou
- Dausse
- Frespech
- Hautefage-la-Tour
- Massels
- Massoulès
- Penne-d'Agenais (reședință)
- Saint-Sylvestre-sur-Lot
- Trémons
- Trentels